# Square Monceau
Le square Monceau est une voie du 17e arrondissement de Paris, en France.

## Situation et accès
Le square Monceau est une voie située dans le 17e arrondissement de Paris. Il débute au 82, boulevard des Batignolles et se termine en impasse.

## Origine du nom

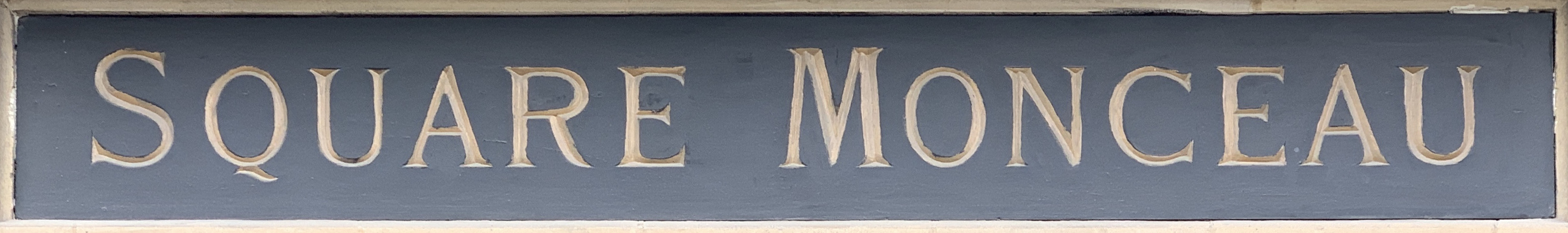
Inscription du square.

Il porte ce nom en raison du voisinage du parc Monceau.

## Historique
Cette voie est ouverte sous sa dénomination actuelle en 1889. Le square se compose d'un ensemble de 6 immeubles et de 4 hôtels particuliers édifié par L'Abeille-Vie, compagnie d'assurance vie en 1888.